# By the Way
By the Way (en anglès «per cert») és el vuitè àlbum d'estudi de la banda de rock americana Red Hot Chili Peppers. Publicat el 9 de juliol de 2002 sota el segell Warner Bros. Records, se'n van vendre més de 286.000 còpies la primera setmana i assolí la segona posició a la Billboard 200. De l'àlbum se n'extragueren cinc senzills: «By the Way», «The Zephyr Song», «Can't Stop», «Dosed» i «Universally Speaking». By the Way tracta temàtiques que divergeixen de les dels àlbums anteriors del conjunt; el vocalista Anthony Kiedis emprèn un enfocament més càndid i reflectiu a les seves lletres.
El crítics aplaudiren el canvi d'estil de By the Way, que és reconegut per les emocions melòdiques i suaus que els Chili Peppers hi expressen. La majoria de les melodies, línies de baix i progressions de guitarra de l'àlbum s'acrediten al guitarrista John Frusciante, motiu pel qual la direcció de l'enregistrament canvià de forma dràstica: «la seva feina de guitarra càlida i subtil i les seves harmonies vocals de l'estil doo-wop són els reis aquest cop.» El punk-funk fusió pel qual la banda s'havia fet famosa figura molt escassament al disc. Frusciante ha manifestat que escriure «By the Way [va ser] un dels moments més feliços de la meva vida.» L'àlbum acabaria per vendre més de 16 milions de còpies arreu del món.

## Llistat de pistes
Totes les cançons foren escrites i compostes per Red Hot Chili Peppers. 
| Núm.          | Títol                        | Durada |
| ------------- | ---------------------------- | ------ |
| 1.            | «By the Way»                 | 3:37   |
| 2.            | «Universally Speaking»       | 4:19   |
| 3.            | «This Is the Place»          | 4:17   |
| 4.            | «Dosed»                      | 5:12   |
| 5.            | «Don't Forget Me»            | 4:37   |
| 6.            | «The Zephyr Song»            | 3:52   |
| 7.            | «Can't Stop»                 | 4:29   |
| 8.            | «I Could Die for You»        | 3:13   |
| 9.            | «Midnight»                   | 4:55   |
| 10.           | «Throw Away Your Television» | 3:44   |
| 11.           | «Cabron»                     | 3:38   |
| 12.           | «Tear»                       | 5:17   |
| 13.           | «On Mercury»                 | 3:28   |
| 14.           | «Minor Thing»                | 3:37   |
| 15.           | «Warm Tape»                  | 4:16   |
| 16.           | «Venice Queen»               | 6:07   |
| Durada total: | Durada total:                | 68:46  |

| 17. | «Time» | 3:47 |

| 17. | «Time»         | 3:47 |
| 18. | «Runaway»      | 4:30 |
| 19. | «Bicycle Song» | 3:23 |

## Personal
Red Hot Chili Peppers
- Flea – baix, trompeta i segones veus
- John Frusciante – guitarra, segones veus, piano, teclats i sintetitzador modular
- Anthony Kiedis – veu
- Chad Smith – bateria, percussió

Personal d'enregistrament
- Ryan Hewitt – enginyeria
- Marc Mann – arranjaments
- Ethan Mates – enginyeria d'enregistrament
- Vlado Meller – masterització
- Rick Rubin – producció i enginyeria de so
- Jim Scott – enginyeria de mescles, enginyeria d'enregistrament
- Jason Wormer – enginyeria d'enregistrament

Personal addicional
- Julian Schnabel i Red Hot Chili Peppers – direcció artística